# Longing for Dawn
 (juin 2020).
Longing for Dawn est un groupe de funeral doom metal canadien originaire de Montréal, au Québec, formé en 2002. Au fil de sa carrière, le groupe a sorti trois albums studio chez Grau Records et Twilight Foundation. Le dernier album du groupe, Between Elation and Despair, est sorti en mars 2009.

## Biographie
Longing for Dawn est formé en 2002 par le guitariste Frédéric Arbour et le chanteur Stefan Laroche. Les deux amis avaient déjà travaillé ensemble sur différents projets. Arbour et Laroche invitèrent ensuite d'autres membres supplémentaires; le batteur Martin Gagnon, le bassiste Kevin Jones et le second guitariste Stian Weideborg. Fin 2003, le groupe commence à enregistrer son premier album en moins d'un an. Mixé par Rémi Rémillard au studio Wild, l'album, intitulé One Lonely Path, sort au printemps 2005 chez le label Twilight Foundation, un sous-traitant du label d'ambient et de post-industriel d'Arbor Cyclic Law. Après la sortie de l'album, le groupe donne plusieurs concerts au Québec. Ils signent ensuite un contrat avec Grau Records et subit un changement de personnel. 
Le rôle de batteur de Martin Gagnon est repris par Sylvain Marquette et plus tard par François Fortin. Kevin Jones quitte le groupe et est remplacé par Étienne Lepage. Simon Carignan prend la relève en tant que second guitariste après le départ de Weideborg. Cette composition est restée stable et active jusqu'en 2011. Longing for Dawn sort deux albums chez Grau; A Treacherous Ascension en 2007 et Between Elation and Despair en 2009 et se produit ensuite à l'international. Le groupe est en pause indéfinie depuis ses dernières apparitions en 2011.

## Discographie
- 2005 : One Lonely Path (Twilight Foundation)
- 2007 : A Treacherous Ascension (Grau Records)
- 2009 : Between Elation and Despair (Grau Records)